# ОШ „Попински борци” Врњачка Бања
ОШ „Попински борци” Врњачка Бања је државна установа основног образовања, основана 1869. године.
Поред матичне школе настава се одржава и у издвојеним одељењима у местима: Пискавац, Липова, Станишинци.